# آنتوان هوبرت
آنتوان هوبرت (انگلیسی: Anthoine Hubert; زاده ۲۲ سپتامبر ۱۹۹۶ – درگذشته ۳۱ اوت ۲۰۱۹) راننده خودروی مسابقه‌ای اهل فرانسه بود.

## درگذشت
در ۳۱ اوت ۲۰۱۹، هوبرت درگیر تصادفی شدید در دور دوم مسابقات فرمول۲ ۲۰۱۹ شد.هوبرت در حالی که سعی در جلوگیری از برخورد با Giuliano Alesi که جلوی او چرخید را داشت ، در بالای منحنی Raidillon به دیوار برخورد کرد.ماشین هوبرت در بازگشت به مسیر ماشین خوان مانوئل کورئا ، که با سرعت زیاد به ماشین هوبرت برخورد کرد. هر دو اتومبیل با این تصادف از هم پاشیده شدند.هر دو راننده به بیمارستان منتقل شدند و هوبرت بر اثر شدت جراحات وارد شده درگذشت.. پس از مرگ وی ، بسیاری از رانندگان و تیم های جهان در ورزش‌های موتوری به هوبرت ادای احترام کردند..فدراسیون بین‌المللی اتومبیل‌رانی
تحقیقات درباره این حادثه را آغاز کرد. مانوئل کورئا هم به لیژ منتقل شد و در آنجا تحت عمل جراحی به دلیل شکستگی در پاهای خود و آسیب دیدگی نخاعی قرار گرفت و گزارش شد که در شرایط پایدار قرار دارد و هیچگاه بعد از ضربه آگاهی خود را از دست نداد..آلسی سومین فرد درگیر در تصادف آسیبی ندید.در نتیجه حادثه مسابقه این مرحله کامل نشد و مسابقه اسپرینت(سرعت) با احترام به این موضوع لغو شد..در ۱ سپتامبر قبل از مسابقات فرمول۳ و فرمول۱، ۱ دقیقه سکوت انجام شد.. رقیب سابق شارل لکلرک (اتومبیل‌ران) که اولین مسابقه حرفه‌ای خود را بعد از ظهر آن روز برنده شد،قهرمانی خود را به هوبرت تقدیم کرد.